# استرانسیم نیترات
نیترات استرانسیم (به انگلیسی: Strontium nitrate) با فرمول شیمیایی Sr(NO۳)۲ یک ترکیب شیمیایی است. که جرم مولی آن ۲۱۱٫۶۳ g/mol می‌باشد. شکل ظاهری این ترکیب، بلورهای دستگاه بلوری مکعبی خاکستری است. همچنین در اثر قرار گرفتن در شعله رنگ قرمز را به شعله میدهد که مربوط به استرانسیوم موجود در آن است.